# Mamurras
Mamurras ([mamuras]; bepaalde vorm: Mamurrasi) is na de gemeentelijke herinrichting van 2015 een deelgemeente (njësitë administrative përbërëse) van de Albanese stad (bashkia) Kurbin.
Met 15.000 inwoners (2011), waarvan circa zestig procent in een van de zeven tot de gemeente behorende dorpen woont, is Mamurras net zoals Laç groter dan de prefectuurshoofdstad Lezhë (15.000 inwoners), een unicum in Albanië. De stad ligt tien kilometer verwijderd van de Adriatische Zeekust en 35 kilometer noordelijk van Tirana en de dorpen zijn Drojë, Fushë-Mamurras, Gjorm, Katund i Ri, Shëmri, Shpërthet, Zhejë,

## Geografie
Mamurras ligt aan de rand van de Albanese kustvlakte. Ten oosten ervan rijzen de uitlopers van de Skanderbegbergen op tot een hoogte van bijna duizend meter. Het gebied tussen de kust en de stad was vroeger bijzonder moerassig, en werd in de 20e eeuw drooggelegd. Ook van de uitgestrekte bossen rond Mamurras, die onder reizigers berucht waren vanwege de roversbendes die er zich schuilhielden, blijft vandaag niks meer over.

## Vervoer
Mamurras lag lange tijd aan de enige wegverbinding tussen Centraal- en Noord-Albanië door de kustvlakte. Sinds enkele jaren loopt een nieuwe autoweg, die in 2009 tot snelweg werd uitgebouwd, westelijk van de stad, waardoor Mamurras van doorgaand verkeer is ontlast.

## Sport
Voetbalclub KF Adriatiku Mamurrasi komt uit in de Kategoria e Parë, de op een na hoogste divisie van Albanië. De vereniging heeft haar thuisbasis op het Fusha Sportive Mamurras, dat plaats biedt aan 6500 toeschouwers.
Bajram Curri · Ballsh · Belsh · Berat · Bilisht · Bulqizë · Burrel · Cërrik · Çorovodë · Delvinë · Divjakë · Durrës · Elbasan · Ersekë · Fier · Fushë-Arrëz · Fushë-Krujë · Gjirokastër · Gramsh · Himarë · Kamëz · Kavajë · Këlcyrë · Klos · Konispol · Koplik · Korçë · Krujë · Krumë · Kuçovë  · Kukës · Laç · Leskovik · Lezhë · Libohovë · Librazhd · Lushnjë · Maliq · Mamurras · Manëz · Memaliaj · Orikum · Patos · Peqin  · Përmet · Peshkopi · Pogradec · Poliçan · Prrenjas · Pukë · Roskovec · Rrëshen · Rrogozhinë · Rubik · Sarandë · Selenicë · Shijak · Shkodër · Sukth · Tepelenë · Tirana · Urë Vajgurore · Vau i Dejës · Vlorë · Vorë